# Machaeropterus
Machaeropterus är ett fågelsläkte i familjen manakiner inom ordningen tättingar. Släktet omfattar numera fem arter som förekommer i Amazonområdet samt från sydvästra Colombia till västra Ecuador:
- Klubbvingad manakin (M. deliciosus)
- Kungsfågelmanakin (M. regulus)
- Strimmanakin (M. striolatus)
- Brokmanakin (M. eckelberryi) – nyligen beskriven art
- Brandkronad manakin (M. pyrocephalus)